# Idiodes pectinata
Idiodes pectinata är en fjärilsart som beskrevs av Claude Herbulot 1966. Idiodes pectinata ingår i släktet Idiodes och familjen mätare. Inga underarter finns listade i Catalogue of Life.